# Senožete, Krško
Senožete este o localitate din comuna Krško, Slovenia, cu o populație de 22 de locuitori.